# Bluebird-Klasse
Nach US-amerikanischer Zählung umfasst die Bluebird-Klasse (engl.:Hüttensänger) nur die beiden Küsten-Minensuchboote AMC/MSC-121 Bluebird und AMC/MSC-122 Cormorant, die eine Variation der viel umfangreicheren Adjutant-Klasse darstellten. International wurde aber unter der Bezeichnung „Bluebird-Klasse“ die ganze Serie von über 250 Küstenminensuchbooten dieses Grundmusters bekannt (gelegentlich auch als Kilo-Klasse bezeichnet). Nach ihrer Einführung Mitte der 1950er Jahre war dieser Typ für Jahrzehnte das Standardboot der Minenabwehr des Westens.
Die Kennung „AMC“ steht für die ältere Bezeichnung AM = „Auxiliary Motor Minesweeper“; C = „Costal“ also etwa: motorisierter Hilfsminensucher. Die spätere Kennung „MSC“ steht für „Minesweeper Coastal“ also Küstenminensuche.

## Geschichte
Der Typ des Küstenminensuchbootes wurde nach schlechten Erfahrungen mit den später als AMCo („o“ für „old“) klassifizierten US-amerikanischen Küstenminensuchbooten des Zweiten Weltkrieges grundsätzlich überarbeitet.
Im Unterschied zu den Vorgängern waren die Nachkriegsboote kleiner und wurden nicht aus Stahl gebaut, sondern aus Holz mit Einbauten überwiegend aus amagnetischem Metall. Damit wurde ihre magnetische Signatur verringert und sie so unempfindlich für moderne Magnetminen gemacht.
Sie erwiesen sich als zuverlässige, vielseitige und robuste Boote, die auf fast allen Weltmeeren lange Zeit zum Einsatz kamen.

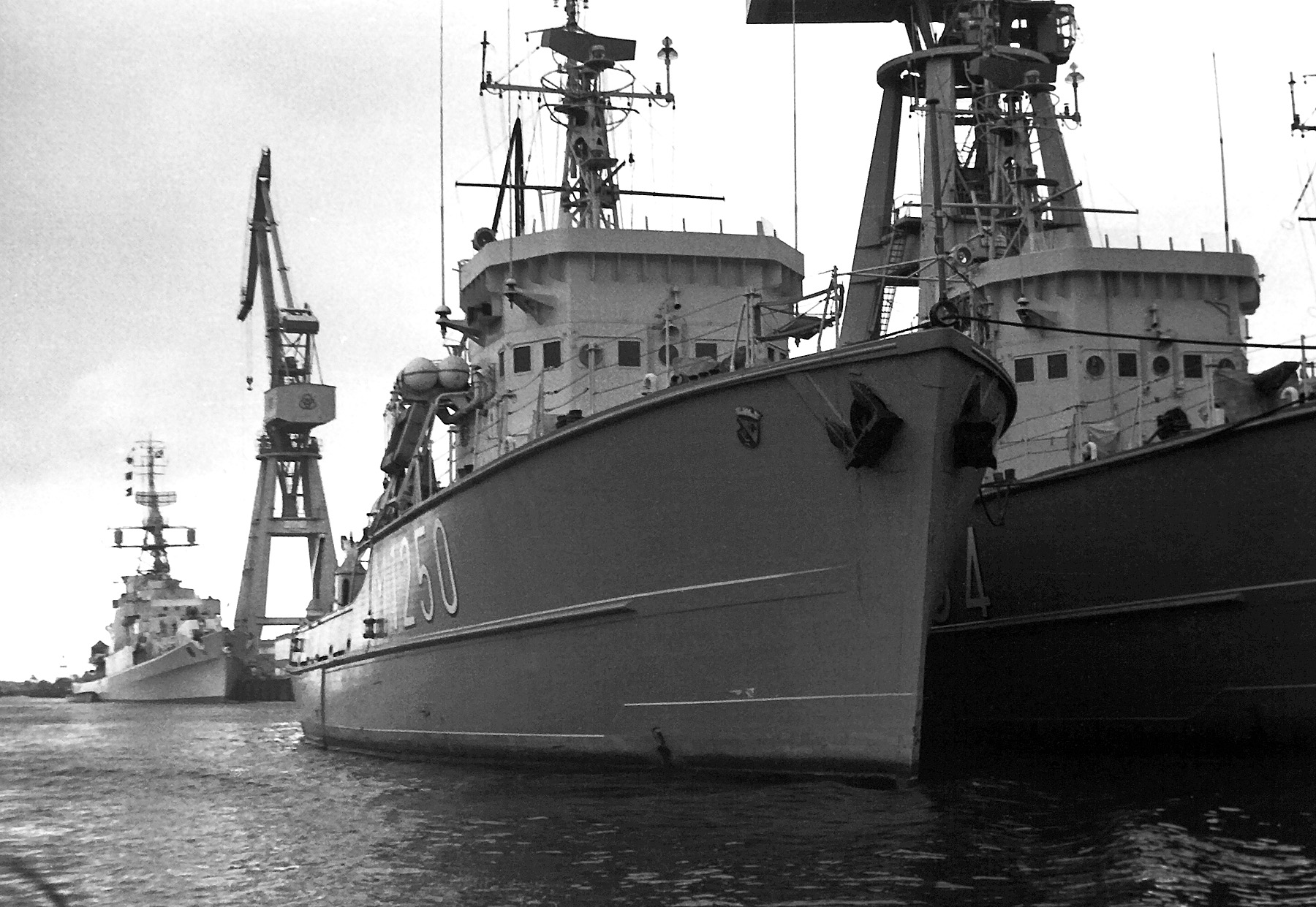
Die Vegesack 1963 am Arsenal in Wilhelmshaven

Die „Bluebird-Klasse“ wurde zum Referenzmuster für einen Minensuch-Einheitstyp der NATO. Ein Großteil der Boote wurde von den USA sofort nach Fertigstellung an andere NATO-Staaten abgegeben oder auch als Lizenzbauten im Rahmen eines Bewaffnungsprogramms für Alliierte aus Mitteln der USA (Mutual Assistance Program MAP) erstellt. Deutschland kaufte außerhalb dieses Programms 6 Boote aus französischer Fertigung (dort Typ Mercure), die ab 1959 als „Vegesack-Klasse“ (321) im Dienst waren.
Großbritannien und Deutschland adaptierten den Typ in eigenen Entwürfen. Die deutsche Version der Bluebird-Klasse war die Lindau-Klasse.
Das Bauprogramm wurde in mehreren Baulosen hergestellt, die sich jeweils in wesentlichen Parametern unterscheiden konnten, so wie z. B. die acht Boote, die Südkorea erhielt, in der Länge um über einen Meter verschieden sind. Besonders die ausländischen Lizenzbauten variierten in Bezug auf Motorisierung und Bewaffnung erheblich.
Im Ausland erhielten die Boote in den jeweiligen Marinen nationale Klassenbezeichnungen. In Norwegen etwa als Sauda-Klasse in den Niederlanden als AMS60-Klasse.
Von den verschiedenen Marinen wurden sie im Laufe der Zeit jeweils unterschiedlich modernisiert und umgerüstet.
Viele Boote wurden von den ursprünglichen Empfängern nach einiger Zeit weitergegeben. Einige Boote wechselten mehrfach die Nationalität, wie z. B. eines der letzten heute fahrbereiten Bluebird-Boote in Europa, die „HNoMS Alta“. Sie wurde nach einem Jahr in US-Diensten 1954 der belgischen Marine (M314) übergeben und wechselte 1966 zur norwegischen Marine. Gegenwärtig ist sie ein in privater Initiative fahrbereit gehaltenes Museumsschiff des norwegischen Streitkräftemuseums. Einige Boote wurden von anderen Marinen bis in die Gegenwart im Dienst behalten. In der Türkischen Marine sind z. B. noch mehrere Boote nach Umbauten in verschiedenen Klassen im Einsatz. Mehrere Boote wurden nach ihrer militärischen Nutzung auch zu Fischtrawlern oder Freizeitbooten umgebaut.

## Konstruktion
Die Boote besaßen einen Rumpf aus Eichenholz. Die Aufbauten bestanden aus Aluminium und amagnetischem Stahl. Die metallischen Einbauten waren darüber hinaus auch aus Messing und Bronze.
Motorisiert waren die Boote mit zwei Dieselmotoren von zum Teil sehr verschiedener Leistung. Die Bluebird hatte 2×600 PS-Packard-Diesel, MSC-60 Adjutant dagegen nur 2×450 PS-General-Motors-Maschinen und die in den Niederlanden in Lizenz gebaute MSC-186 der gleichen Klasse 2×2.500 PS-MAN-Dieselmotoren. Dementsprechend schwankten die Leistungen zwischen 12 und 16 Knoten.

## Die Boote

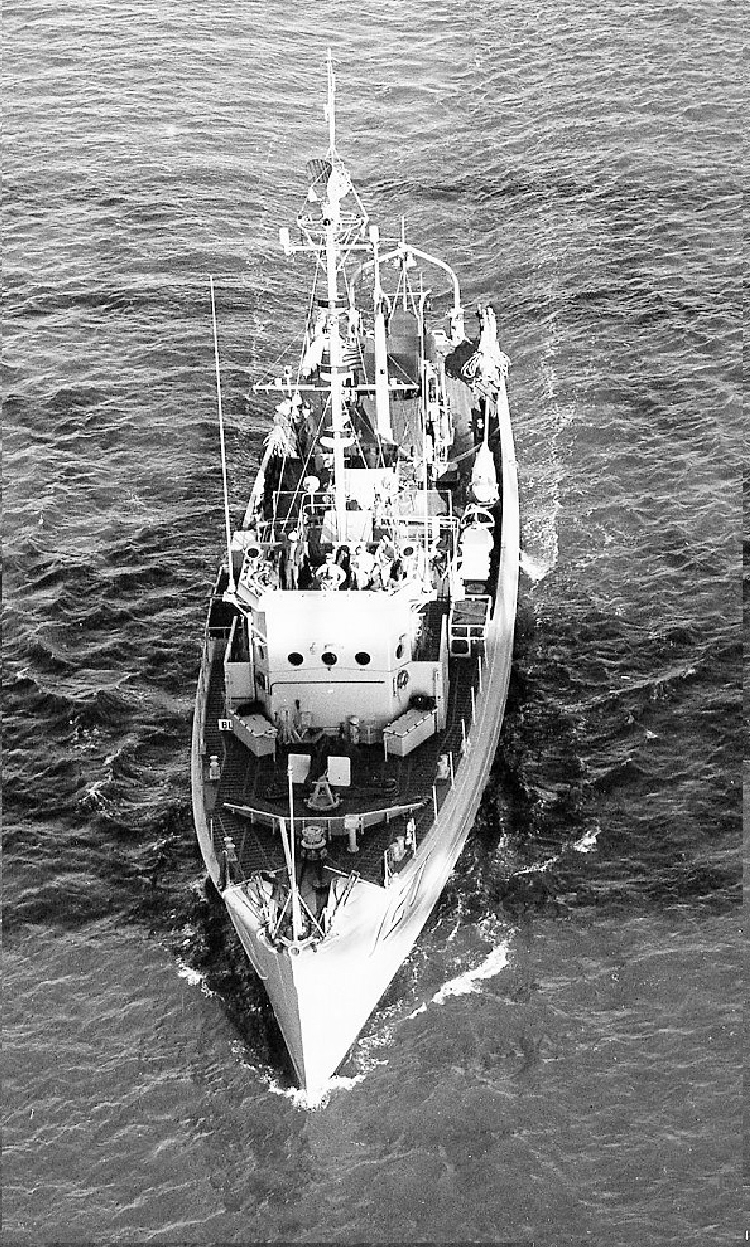

Nach den US-Plänen gebaut und finanziert aus US-Mitteln wurden:
- 101 Adjutant-Klasse
  - 94 in den USA (MSC-60 bis 120, MSC-123 bis 154 und MSC-167 bis 171, MSC-214 bis 217 und MSC-238 bis 240) (abgegeben: 1 Japan, 1 Pakistan, 2 Norwegen, 3 Dänemark, 3 Spanien, 5 Portugal, 14 Niederlande, 16 Belgien, 17 Italien, 32 Frankreich)
  - 7 in Italien (MSC-214 bis 217 und 238 bis 240)
- 2 Bluebird-Klasse in den USA (MSC-121 und 122)
- 49 MSC-172-Klasse
  - 18 in den Niederlanden (MSC-172 bis 189), dort verblieben 14 als AMS60-Klasse[8]
  - 31 in Frankreich (MSC-210 bis 213 und 222 bis 237 und 243 bis 253) (3 an Jugoslawien)
- 10 Falcon-Klasse in den USA (MSC-190 bis 199) (6 Stück Mitte der 1970er Jahre an Indonesien)
- 10 Redwing-Klasse in den USA (MSC-200 bis 209) (3 an Fidschi, je 2 an Spanien, Singapur)
- 17 MCS-218-Klasse in den USA (MSC-218 bis 221 und 255 bis 267) (abgegeben: 2 Japan, 2 Belgien, 2 Philippinen, 3 Spanien, 3 Pakistan, 5 Dänemark)
- 1 MSC-254-Klasse in Frankreich
- 21 MSC-268-Klasse (MSC-268 bis 288) (abgegeben: 1 Italien, 2 Pakistan, 2 Iran, 2 Republik China, 3 Südkorea, 3 Südvietnam, 4 Türkei, 4 Spanien)
- 3 Albatross-Klasse (MSC-289 bis 291) (abgegeben: 1 Iran)
- 2 MSC-292-Klasse (MSC-292 und 293) (abgegeben an Iran und Pakistan)
- 31 MSC-294-Klasse (MSC-294 bis 325) (abgegeben: 1 Pakistan, 3 China, 4 Südkorea, 4 Thailand, 4 Saudi-Arabien, 5 Türkei, 10 Griechenland)

In der Liste sind nur Boote verzeichnet die zumindest kurzfristig oder formal Teil der US-Navy wurden (mit MSC-Kennung). Lizenzbauten die gleich vollständig im Besitz der Erstellungsnationen blieben, sind nicht erfasst, z. B:
- 6 Boote 1959–60 in Frankreich als Typ Mercure für die deutsche Bundesmarine gebaut und dort als Vegesack-Klasse (321) in Dienst genommen.[9]
- 5 Boote in Norwegen als Sauda-Klasse